# Пташевский, Митрофан Максимович
Митрофан Максимович Пташевский (1862 — не ранее 1924) — остерский городовой врач, член III Государственной думы от Черниговской губернии.

## Биография
Родился в 1862 году. Окончил Черниговскую гимназию (1883) и медицинский факультет Университета Св. Владимира в Киеве.
По окончании университета был вольнопрактикующим врачом в Остре, затем служил земским врачом в Остерском уезде. С 1895 года состоял остерским городовым врачом и заведующим городской больницей. Дослужился до чина коллежского советника. Избирался гласным Остерской городской думы и почётным мировым судьёй. Был членом Союза 17 октября.
23 сентября 1908 года на дополнительных выборах в Государственную думу от 1-го съезда городских избирателей Черниговской губернии был избран на место скончавшегося П. Ф. Родионова. Входил во фракцию октябристов. Состоял товарищем секретаря комиссии по городским делам, а также членом комиссий: распорядительной, по делам православной церкви, по исполнению государственной росписи доходов и расходов, по переселенческому делу.
По окончании полномочий III Государственной думы вернулся в Черниговскую губернию, состоял земским врачом Остерского участка и членом уездного отделения епархиального училищного совета. В 1914—1916 годах исправлял также должность остерского городского врача и был врачом женской прогимназии Е. Д. Иващенко.
На 1 января 1924 года — врач советской больницы в Остре. Дальнейшая судьба неизвестна.